# Cantonul Antibes-Biot
Cantonul Antibes-Biot este un canton din arondismentul Grasse, departamentul Alpes-Maritimes, regiunea Provence-Alpes-Côte d'Azur, Franța.

## Comune
- Antibes (parțial)
- Biot